# Moldova-Film
Moldova-Film (del ruso: Молдова-филм) son unos estudios de cine moldavos situados en la capital Chișinău. Fundados en 1952 durante la etapa soviética de Moldavia, los estudios aún son los más grandes e importantes del país y en ellos se han filmado y producido algunas de las mejores películas moldavas.

## Historia
Los orígenes de Moldavia-Film datan de 1947 cuando se creó en Chișinău una rama del Estudio Central Documental. En 1949 la rama pasó a manos del Estudio de Cine de Odesa y en 1952 se convirtió en un estudio de cine independiente como Estudio Noticiero Documental Moldavo. En 1957 el estudio fue reorganizado y rebautizado Moldova-Film.
El primer director de los estudios fue V. Sevelev. Durante la época soviética, cinco unidades artísticas formaron parte de la empresa: "Arta", "Lumina", "Luceafarul", "Panorama" y "Steluta", produciendo cada año hasta seis largometrajes (tres de los cuales en virtud de órdenes de la Televisión Central), cuatro películas de animación, 25 documentales y 20 películas científicas y educativas, además de doce números de la revista de cine Sovetskaya Moldaviya y seis ejemplares de la revista humorística Usturich.